# Кладбище Русино
Кладбище Русино — кладбище в городе Барановичи Брестской области, расположенное недалеко от деревни Русино. «Русино» — единственное действующее сегодня городское кладбище в Барановичах. По состоянию на октябрь 2009 г. в «Русино» покоятся 38 тысяч человек. На территории кладбища «Русино» на балансе предприятия «Память» имеются воинские захоронения, которые находятся на государственном учёте, имеют историко-культурную ценность, и за ними ведётся должный уход.
3 сентября 2009 г. на кладбище были похоронены лётчики полковник Александр Морфицкий и полковник Александр Журавлевич, погибшие на авиашоу в Польше.
В декабре 2019 г. здесь похоронен военнослужащий Иностранного легиона Франции Андрей Жук.